# 角鴞與夜之王
《角鴞與夜之王》是電擊文庫出版的治癒系輕小說。紅玉伊月撰寫，磯野宏夫繪製插畫。第13回電擊小說大獎〈大賞〉得獎作品。於2010年推出續篇《毒吐姬與星之石》。2015年榮獲SUGOI JAPAN Award輕小說部門第9名。

## 簡介
作者在得到電擊小說大獎大賞前於個人網站中與插畫一同發表。在通過第一次審查時依然公開，不過在2006年8月被移除。在2007年7月後個人網站的網址也有所變更。非常異色的輕小說，內容沒有插圖。此外，磯野宏夫插畫的封面也給人一般書籍的感覺。

## 故事大綱
從盜賊村逃出來的奴隸少女角鴞，到充滿魔物的森林追尋死亡。巧遇魔物的王「夜之王」後，一直哀求他把自己吃掉，然而討厭人類的魔王並沒有理會。
夜之王受到騎士團的討伐，他把角鴞的記憶消去，並交給騎士團，而自己則被抓住，被抽取大量魔力而逐漸木乃伊化。騎士團「成功救出被魔王所困阨的少女」被國民所熱烈歡迎並傳誦下去，而角鴞則安然住在城堡裡，得到充份的照顧。
後來得到聖騎士夫婦以及王子的幫助，角鴞成功救出夜之王。

## 登場人物
角鴞
額頭被烙印著「332」的記號，兩手兩腳都綁著鐵鍊的少女，有著帶點兇惡的茶色眼睛。喜歡夜之王，但並不了解那種情感。
在盜賊村落裡當奴隸，負責處理屍體，因而討厭刀子。
額頭上的烙印後來被夜之王換成封鎖記憶的美麗刻印，鎖鍊在王都時被切斷取下。
失去記憶後，變成一個總是天真無邪地笑著的坦率少女，總是像在作夢的神情，對一切充滿好奇心。
夜之王
擁有月之瞳，夜之森的絕對支配者。眼睛下方到臉頰有複雜的花紋，具有漆黑的翅膀。討厭人類，喜歡安靜美麗之處。
原為某個沒落之國的王子，因為在國家經濟最惡劣的時勢下出生，從來沒被任何人重視過。長大後，由於被遷怒的關係，擁有的一切皆被燒去，更被國民困於高塔中。由於對畫畫的狂熱執著，在甚麼都沒有的高塔裡，他以自己的鮮血畫出吸引了魔物的巨畫。在魔物的迎接下，得以離開高塔抵達森林，繼位新一任的「夜之王」，並轉化為強大的魔物。角鴞暱稱它為貓頭鷹
庫羅
名稱為角鴞命名的，身形龐大，體色為黑中帶青，長著蝙蝠般的翅膀，身體近似人型、充滿肌肉，兩側各有兩隻手臂，頭上伸出乳白色的角。嘴巴大大裂開，牙齒發黃，能看見紅色舌頭，長著玉米觸鬚般的鬃毛。
為魔物，喜歡學習事物，一直在照顧角鴞。
安．多克．馬克巴雷恩(安迪)
被列德亞克的聖劍選上的聖騎士，為騎士團的象徵。頭髮為美麗的金色，體型精悍，但有著溫柔的青色眼睛，留有些許少年氣質的青年。馬克巴雷恩家老么，卻沒有貴族氣息，而且很懶洋洋。願意收角鴞為養女。
由妻子得知真相，以「不該關住善良的魔物」為名，反抗國王，結果反被國王威脅要他參與手刃魔王的儀式，否則會將其族人全部斬首示眾。
歐莉葉特．馬克巴雷恩
安迪的妻子，劍之聖女，作為聖劍的附屬品而送予聖劍的主人，不過安迪說讓她自由後，她卻選擇留下來。眼睛為藍色，因為過度嚴厲的魔法修行而無法生育。
在角鴞的記憶被強行恢復後，無意中得知角鴞的記憶被偷窺，撞破國王與魔導士們的計劃。
利貝爾
王家直屬魔導師團團長。
丹德斯
灰髮的老人，列德亞克的國王，眼睛顏色和頭髮顏色相同。
以保護國家之名討伐夜之王，事實上只是想讓兒子的手腳恢復過來，好繼承王位管理國家。
庫羅狄亞斯．韋恩．尤德塔．列德亞克(狄亞)
列德亞克的王子，十歲左右，有著淺色頭髮，翠綠雙眼以及嬌小身軀。
出生之時，體弱多病的母后愛麗狄亞同時死去，天生雙手雙腳些微變色，並無法移動；不願意被任何人看到身體，於是住在高塔裡，認為自己擁有被詛咒的身體而覺得自己很可憐。
其後成為失憶中的角鴞的朋友。故事最終，其雙手雙腳被夜之王刻上刻印，因而能夠行動。
因為名字和庫羅相似，而差點喚起了角鴞所失去的記憶。
稱角鴞為角角。
席拉
曾迷失在夜之森的獵人。

## 出版書籍
- 原版

| 標題 | 發售日期       | ISBN              |
| ---- | -------------- | ----------------- |
|      | 2007年2月10日  | 978-4-04-866776-0 |
|      | 2010年11月10日 | 978-4-04-870058-0 |
|      | 2014年8月7日   | 僅電子書版        |

- 中文版

| 卷數           | 台灣角川      | 台灣角川               | 湖南美術出版社 | 湖南美術出版社         |
| 卷數           | 發售日期      | ISBN                   | 發售日期       | ISBN                   |
| -------------- | ------------- | ---------------------- | -------------- | ---------------------- |
| 角鴞與夜之王   | 2008年3月21日 | ISBN 978-986-174-633-3 | 2011年8月5日   | ISBN 978-7-5356-4625-5 |
| 毒吐姬與星之石 | 2012年4月20日 | ISBN 978-986-287-692-3 | 2012年7月5日   | ISBN 978-7-5356-5418-2 |

## 漫畫
漫畫於《LaLa》2020年11月号開始連載。由鈴木ゆう負責作畫。單行本全4卷。
| 卷數 | 白泉社        | 白泉社                 | 東立出版社    | 東立出版社             |
| 卷數 | 發售日期      | ISBN                   | 發售日期      | ISBN                   |
| ---- | ------------- | ---------------------- | ------------- | ---------------------- |
| 1    | 2021年4月5日  | ISBN 978-4-592-22079-4 | 2023年1月10日 | ISBN 978-957-26-7939-5 |
| 2    | 2021年11月5日 | ISBN 978-4-592-22080-0 |               |                        |
| 3    | 2022年3月4日  | ISBN 978-4-592-22106-7 |               |                        |
| 4    | 2022年10月5日 | ISBN 978-4-592-22107-4 |               |                        |